# رودیون رومانوویچ راسکولنیکوف

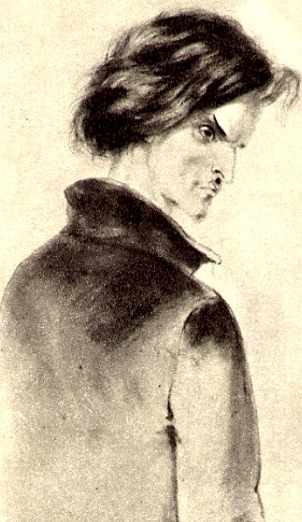
راسکولنیکف که توسط نقاش روسی پیوتر میخایلوویچ بوکلوفسکی در دهه ۱۸۸۰ کشیده شده‌است.

رودیون رومانوویچ راسکولنیکوف (Родіонъ Романович Раскольниковъ) قهرمان (داستان) رمان جنایت و مکافات اثر فیودور داستایفسکی در سال ۱۸۶۶ است. نام راسکولنیکوف از کلمه روسی راسکولنیک (راسکول) به معنای «تفرقه‌آمیز» گرفته شده‌است (به‌طور سنتی به عضوی از جنبش معتقدان باورمندان کهن اشاره می‌کند). نام رودیون از یونانی می‌آید و نشان دهنده ساکن رودس است.
راسکولنیکوف یک دانشجوی سابق حقوق است که در فقر مطلق در سن پترزبورگ زندگی می‌کند. او در یک خانه کوچک که اجاره کرده زندگی می‌کند، اگرچه به دلیل کمبود بودجه مدت زیادی است که از پرداخت اجاره خودداری می‌کند. او با استفاده از لباس‌های کهنه به‌عنوان بالش روی مبل می‌خوابد و به‌دلیل نداشتن پول بسیار به ندرت غذا می‌خورد. او خوش‌تیپ و باهوش است، اگرچه عموماً مورد علاقه هم‌دانشجویان نیست. خواهرش (آودوتیا رومانونا راسکولنیکوا) و مادرش (پولخریا الکساندرونا راسکولنیکوا) او را بسیار دوست دارند.